# Konrad-Zuse-Museum Hünfeld
Das Konrad-Zuse-Museum Hünfeld mit Stadt- und Kreisgeschichte, wie es mit vollem Namen heißt, ist ein Museum in Hünfeld. Es hat zwei Themenschwerpunkte: Zum einen ist es der Geschichte und dem Naturraum des ehemaligen Landkreises Hünfeld sowie der Stadtgeschichte Hünfelds gewidmet. Zum anderen widmet es sich dem Schaffen Konrad Zuses, des Erfinders des ersten funktionsfähigen Computers der Welt. Er lebte und arbeitete den Großteil seines Lebens in Hünfeld. Das Museum wird durch eine Stiftung finanziert und ehrenamtlich geführt und betrieben.

## Geschichte
Im Jahre 1910 wurde in Hünfeld ein Heimat- und Geschichtsverein gegründet, auf dessen Initiative hin das Museum entstand. 1912 fand eine erste Ausstellung von gesammelten und gekauften Exponaten statt, in den Räumen der Kreis- und Stadtsparkasse. 1919 wurde der Verein ins Vereinsregister eingetragen. Im Jahr 1920 verfügte das Museum etwa 800 Exponate. 1924 mussten die Exponate in ungünstig ausgestatteten Räumen der Landwirtschaftsschule gelagert werden. Zwei Jahre später kaufte der Verein für 5200 Reichsmark ein Haus in der Hainstraße 4. In den späten 1930er Jahren kam das Vereinsleben fast zum Erliegen, bis man 1940 überlegte, das Haus zu verkaufen und den Verein aufzulösen. Das Haus wurde verkauft, der Verein blieb jedoch bestehen. Nach dem Zweiten Weltkrieg gab es die Überlegungen, den Hünfelder Museumsverein aufzulösen. Viele Exponate waren zerstört worden oder blieben verschollen. Die verbliebenen Exponate sollten nach Fulda abgegeben werden, ins Vonderau-Museum.
Proteste der Bürger verhinderten die Auflösung des Vereins und des Museums. 1969 konnte schließlich die Finanzierung des Museums organisiert werden, durch Stadt und Kreisstadt. Die Stadt stellte die Räumlichkeiten der ehemaligen Volksschule am Kirchplatz 6 zur Verfügung. Ab dem 12. März 1977 ward das Museum wieder geöffnet. Präsentiert wurden bäuerliches und bürgerliches Wohnen, handwerkliche und frühgeschichtliche Exponate. In den 1980er Jahren wurde geplant, ein Kulturzentrum zu schaffen, in dessen Mittelpunkt das Museum stehen sollte. Durch den Fall der Mauer blieb die geplante finanzielle Unterstützung des Landes Hessens aus und das Projekt konnte nicht umgesetzt werden. Doch fortan wurden die Räumlichkeiten des Museums stetig erweitert. Bis 1993 wurden unter der Führung es Leiters der Hünfelder Kultur- und Museumsgesellschaft und seinen Mitarbeitern diverse Abteilungen aufgearbeitet. Im August 2007 wurde das vergrößerte Museum eröffnet. Für hohe finanzielle Unabhängigkeit sorgte 2007 die Umwandlung in die Stiftung Stiftung Stadt- und Kreisgeschichtliches Museum Hünfeld mit Konrad-Zuse-Museum. Aus deren Erträgen werden die Museumskosten gedeckt und das ehrenamtliche Engagement gesichert. Zeitgleich zur Umwandlung wurde auch der Name geändert in „Konrad-Zuse-Museum mit Stadt- und Kreisgeschichte“.

## Räumlichkeiten

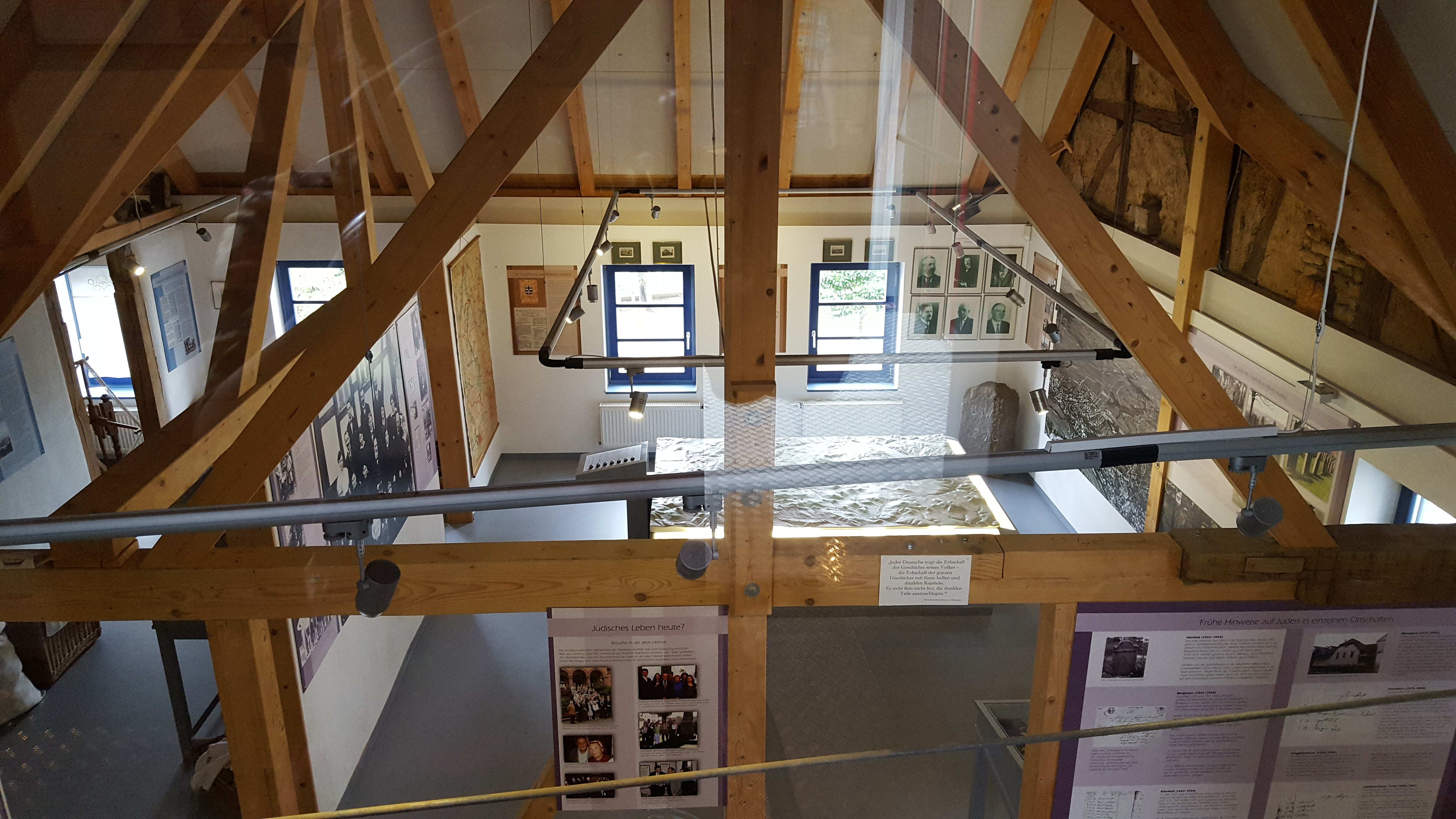
Blick in die offene Dachkonstruktion der verbundenen Häuser

Bei einer Renovierung des Museumshauses am Kirchplatz 6 in den 1990er Jahren wurde durch die Einbeziehung des Keller- und Dachgeschosses eine Erweiterung der Ausstellungsfläche angestrebt. Während des Hessentages in Hünfeld im Juni 2000 wurde das gesamte neu gestaltete Stadt- und Kreisgeschichtliche Museum der Öffentlichkeit vorgestellt. Zudem erwarb die Stadt zu dem Zeitpunkt das nebenliegende Gebäude Kirchplatz 8 für die Erweiterung des Museums. Das Erdgeschoss dient als Ausstellungsfläche, Ober- und Dachgeschoss dienen als Arbeits- und Depoträume. Auch das Haus der Stiftung Votis Software Museum am Fuldaer Berg 32 wurde baulich integriert. Die Sammlungen sind heute in vier untereinander verbundenen Häusern untergebracht. Durch den Verbund der vier Häuser über Brücken, bildete sich der Begriff „Museumsinsel“. Weiterhin existieren die Außenstellen „Keltenhof Mackenzell“ mit dem Nachbau eines Keltenhofes  und das „Bahnmuseum“ im ehemaligen Wasserturm am Bahnhof.
Empfangen wird der Besucher durch den „Zuse Lochstreifenweg“ vor dem Museum. Bei seinen ersten Rechnern verschlüsselte Zuse die Befehlsfolge durch Lochen eines Kino-Normalfilms. Ein solcher Film wird hier durch die im Boden eingelassenen Lichter nachempfunden. Eine Informationstafel gibt Aufschluss über die wechselnden Darstellungen.

## Abteilungen
1996 wurde die Satzung der Gesellschaft dahin gehend geändert, dass die Einzelbereiche mehr Selbstständigkeit bekamen.

### Geschichte

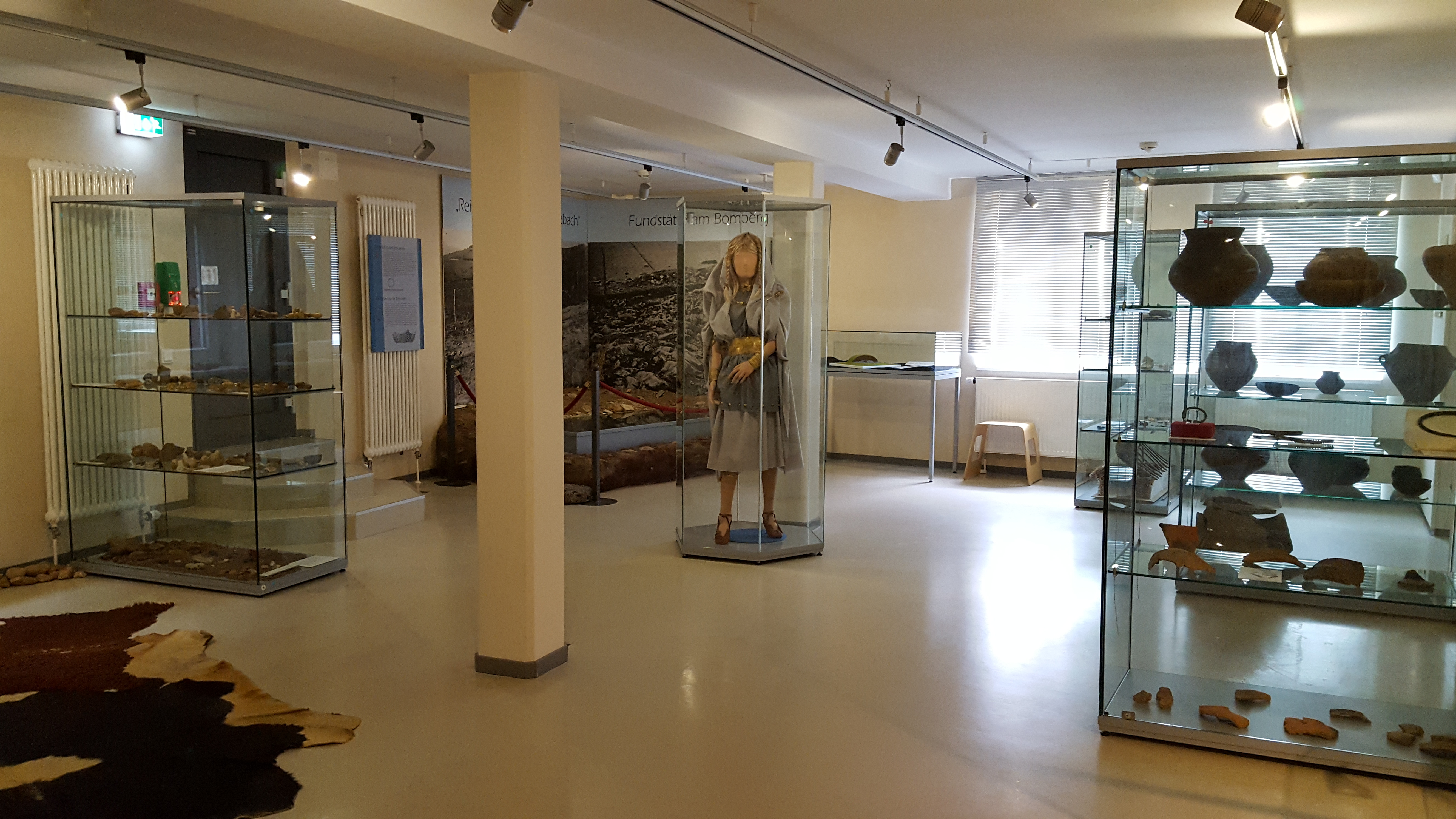
Einblick in die Abteilung „Vor- und Frühgeschichte“

In der Abteilung „Vor- und Frühgeschichte“ ist die Besiedlungsgeschichte des Hünfelder Landes dargestellt. Diverse Funde, geben Erkenntnisse über Leben, Alltag, Technik und Totenkult. Erwähnenswert ist hier die Rekonstruktion vom Mädchen von Molzbach, dessen Grab in unmittelbarer Nähe gefunden wurde. Ein Altsteinzeitlager wurde als Lebensbild nachgebaut. Der landesweit umfangreichste Überblick über „Großenbacher Geröllgeräte“, sowie Kernbeile und geschliffene Wartbergbeile sind hier ausgestellt.
Die Abteilung „Entstehung des Kreises“ informiert über die Stadtgeschichte. Die Schenkungsurkunde von 781 und die Stadtrechtsurkunde von 1310 sind als Faksimiles zu sehen. Neben Keramiken aus dem 15. bis 20. Jahrhundert ist die einschüssige Salonflinte erwähnenswert, die dazumal von Radfahrern benutzt wurde, da sie auch geladen gefahrlos mit sich getragen werden konnte.
Johann Adam Förster ist eine der bekanntesten politischen Persönlichkeiten des Hünfelder Landes. Eine Abteilung zeigt die wichtigsten Stationen seines Lebens.
Während des Deutschen Krieges fand am 4. Juli 1866 am Quecksmoor bei Hünfeld ein Gefecht zwischen bayrischen und preußischen Truppen statt. Die Ausstellung „Das Gefecht bei Hünfeld“ versucht, diese Schlacht in den geschichtlichen Ablauf einzuordnen. Im Mittelpunkt steht das Grabmal des bayrischen Oberleutnants der Kürassiere Franz von Grafenstein, der nach dem Gefecht im Hospital von Hünfeld verstarb.
Am Morgen des 29. Oktober 1888 wütete ein verheerender Brand in Hünfeld. Die Abteilung „Der Große Brand“ vermittelt mit einem Stadtplan einen Eindruck des Umfangs, bei dem an die 250 Gebäude zerstört wurden. Eine Rekonstruktion der Bausubstanz und antike Feuerwehrspritzen erklären anschaulich die Ursachen. Der Brand löste damals übrigens eine landesweite Hilfsbereitschaft aus, mit Kaiser Wilhelm II. an der Spitze. Innerhalb eines Monats kamen etwa 150.000 Mark zusammen.
Die Sammlung „Jüdische Bevölkerung im Kreis“ besteht hauptsächlich aus Texten, Bildern und Dokumenten. Sie ist in zwei Themengebiete unterteilt, „Jüdisches Leben von den Anfängen bis 1933“ und „Von der Ausgrenzung und Entrechtung zur physischen Vernichtung 1933–1945“.
Im Juni 1940 kamen französische Kriegsgefangene in Hünfeld an, um hier für Arbeiten eingesetzt zu werden. Nach Kriegsende kehrten die Gefangenen in ihre Heimat zurück. Ab 1962 entstanden regelmäßige Besuche der „Ehemaligen“ in Hünfeld, deren Kinder die Freundschaft weitertrugen. Die Abteilung „Die französischen Kriegsgefangenen“ zeigt eine Dokumentation über die Geschichte und Freundschaft zwischen den ehemaligen Feinden. Auf dem Alten Friedhof in Hünfeld steht übrigens ein Gedenkstein für die während der Kriegsgefangenschaft in Hünfeld verstorbenen französischen Soldaten.
Den Hünfelder Städtepartner- und patenschaften ist ein weiterer Raum gewidmet.
Am 2. April 1945 fuhren amerikanische Kriegsfahrzeuge auf den Hünfelder Rathausplatz. Nach der Gründung der DDR 1949 übernahmen vor allem Amerikaner den Schutz der innerdeutschen Grenze, an der Hünfeld fast unmittelbar lag. Erst nach der Wiedervereinigung zog die US-Regierung die Truppen aus der Region ab. Zeitungsartikel, Bilder und Erinnerungsobjekte dokumentieren die Anwesenheit der Amerikaner in Hünfeld und deren Beziehung zur Hünfelder Bevölkerung.
Hünfeld lag nahe der Zonengrenze. Daher hatte das Museum schon früh eine Abteilung zu diesem Thema. Diese Abteilung wurde 2009 erheblich erweitert. Die ehemalige Bundesgrenzschutzabteilung Hünfeld-Mitte stellte Exponate und Dokumente ihres „Grenzinformationsraums“ dem Museum zur Verfügung.

### Technikgeschichte

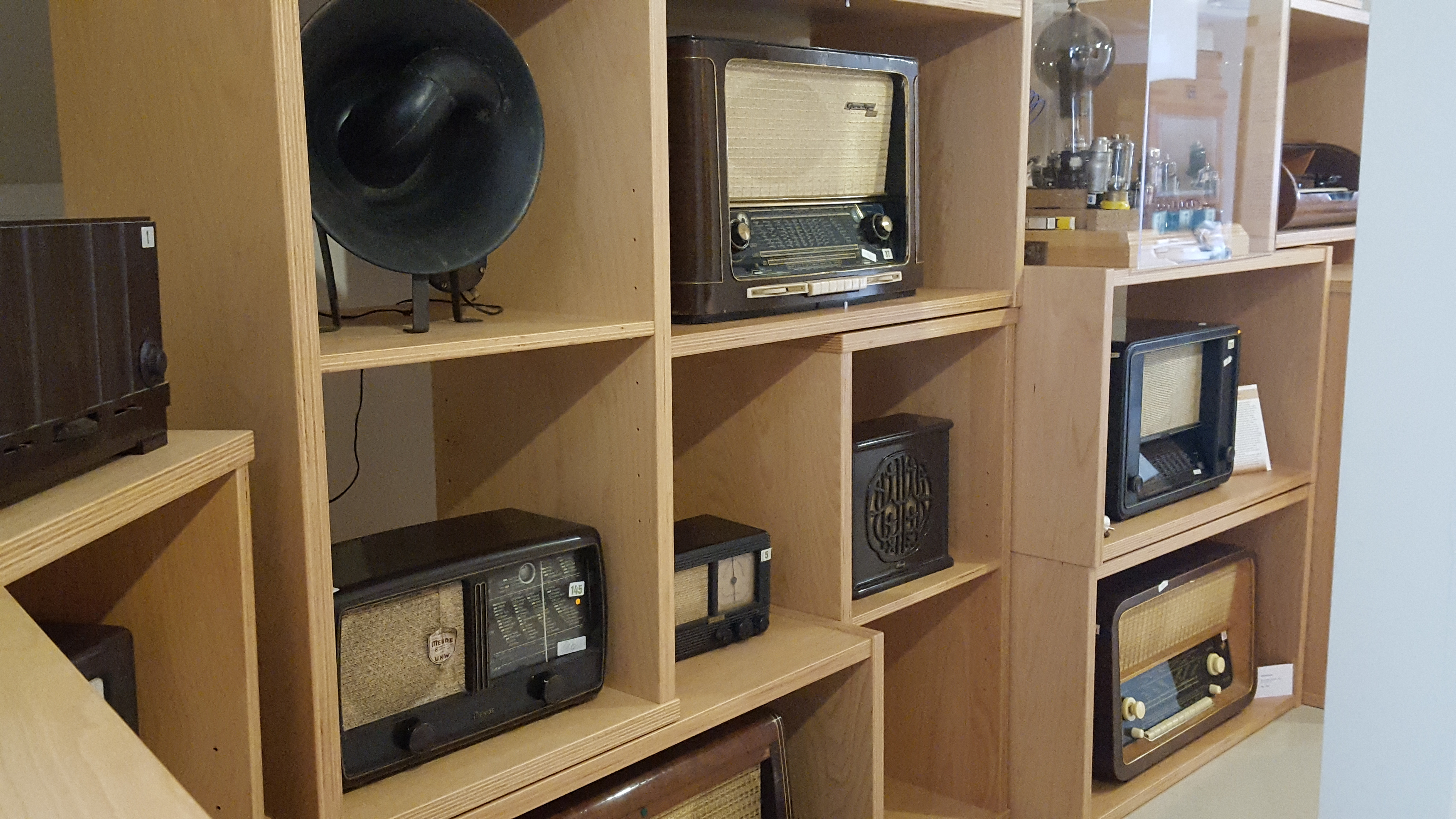
Historische Rundfunkempfänger

Bis in die Mitte des 20. Jahrhunderts wurde Flachs rund um Hünfeld angebaut. In der Abteilung „Vom Flachsanbau zur Textilindustrie“ wird die Verarbeitung von Flachsstroh zu Leinen nachvollziehbar, anhand der ausgestellten Werkzeuge.
In der Abteilung „Feuer und Licht“ ist die Entwicklung künstlicher Beleuchtung im Kreis zu verfolgen. Vom Kienspan bis zur elektrischen Straßenbeleuchtung. Herzstück dieser Abteilung ist die original Francis-Schachtturbine.
Die Entwicklung des Radios stützt sich unter anderem auf wissenschaftliche Vorarbeiten, die zwei Fuldaer Bürger leisteten: Ferdinand Schneider und Nobelpreisträger Ferdinand Braun. Die Abteilung „Geschichte des Rundfunks“ zeigt Rundfunkgeräte der ersten Generationen.
Für die Ausstellung „Wella Standort Hünfeld“ hat die Firma Wella dem Museum Exponate zur Verfügung gestellt. Sie stammen aus ihrer früheren Produktion und aus ihren eigenen Museumsbeständen des Wellamuseum Darmstadt.

### Natur und Jagd
Der Jagdverein übernahm die Patenschaft dieser Abteilung, die am 2. November 1985 eröffnet wurde.
Im Jahr 1991 wurde die Rhön länderübergreifend von der UNESCO als Biosphärenreservat anerkannt. Die Natur um Hünfeld ist Teil des Biosphärenreservates Rhön. Die Ausstellung zeigt einen Querschnitt der heimischen Tierwelt, sowie alte Jagdwaffen.

### Künstlerische Abteilungen
Mit Begründung des Klosters Fulda durch Bonifatius im Jahre 744 begann die Christianisierung der Region. Der „Sakrale Raum“ wurde in Zusammenarbeit mit dem Hessischen Museumsverband errichtet. Hier werden religiöse Kunstwerke aus verschiedenen Epochen gezeigt.
In der Abteilung „Bürgerliches Wohnen“ sind Möbelstücke aus drei Jahrhunderten ausgestellt. Das ausgestellte Schlafzimmer von ca. 1900 befand sich bis 2005 in einem Hünfelder Stadthaus in Benutzung.
Dem Werk des Hünfelder Malers Ernst Bräuning ist seit Juli 2005 eine Dauerausstellung gewidmet. Zudem werden die Arbeiten weiterer zeitgenössischer, ansässiger Künstler präsentiert.

## Abteilung Konrad Zuse

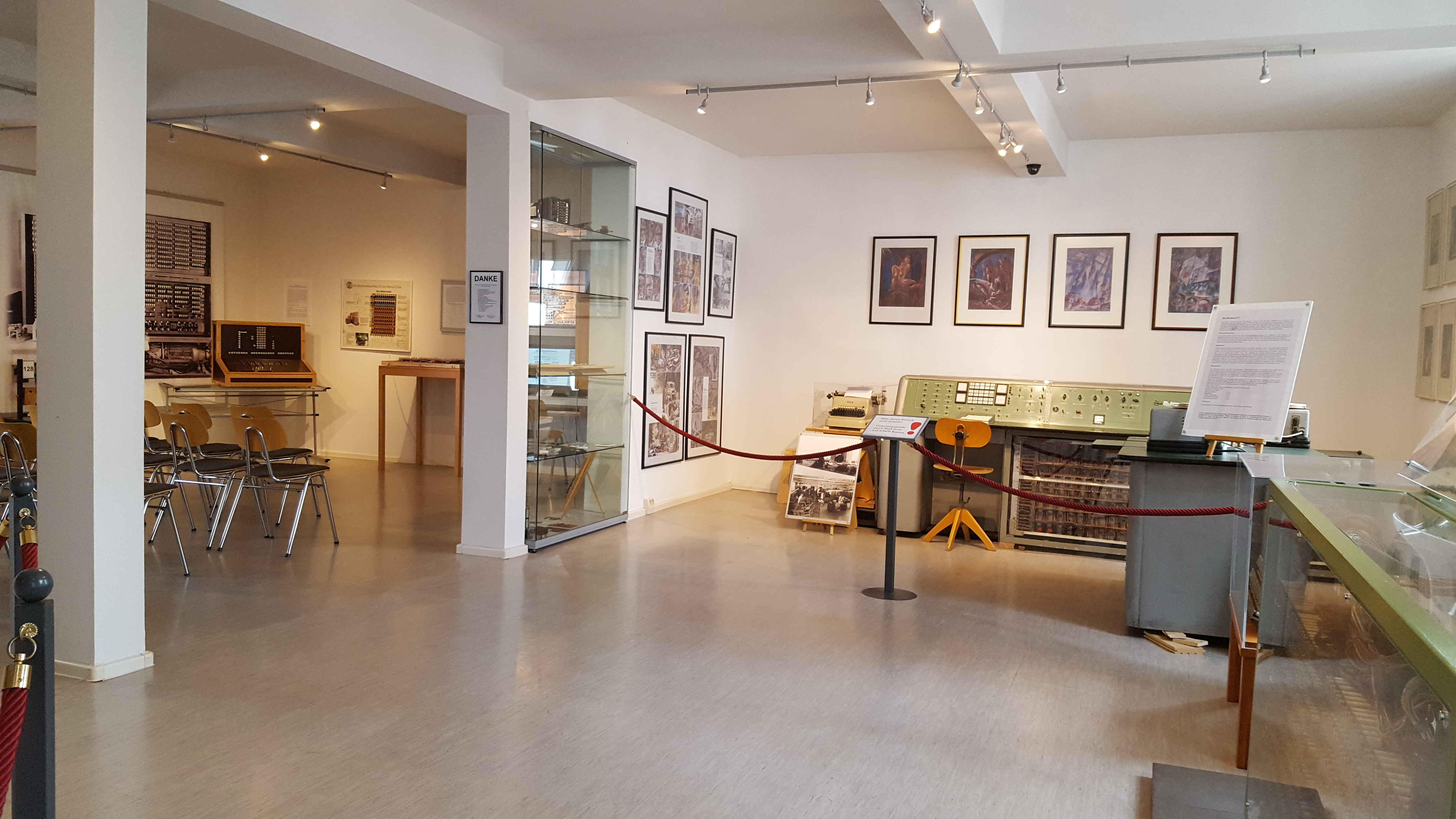
Ausstellungsraum zu Konrad Zuse

### Entstehung
Dem Leben und Werk Konrad Zuses, der von 1957 bis zu seinem Tod 1995 in Hünfeld lebte, ist eine eigene Abteilung gewidmet. Das Museum bietet einen Überblick über die wissenschaftlichen Erfindungen, das künstlerische Schaffen und die Persönlichkeit Zuses. Die Abteilung wurde 1983 zum 75. Geburtstag Konrad Zuses fertig gestellt. Bis 1993 war unter der Führung des Leiters der Hünfelder Kultur- und Museumsgesellschaft und seinen Mitarbeitern die Abteilung der Zuse-Rechner und Großgeräte aufgearbeitet worden. Die Konrad-Zuse-Gesellschaft hat 1996 eine Patenschaft für diese Abteilung übernommen. Am 18. Dezember 1997, am 2. Todestag von Konrad Zuse, wurde der überarbeitete Bereich feierlich eröffnet. 2006 konnte der Ausstellungsbereich des Konrad-Zuse-Museums verdoppelt werden, auf ca. 200 m².

### Wissenschaftliche Exponate
Den wesentlichen Teil des Museums nehmen die von Zuse und der Zuse KG geschaffenen Rechner ein. Dafür wurden historische Rechner aus ganz Deutschland beschafft. Dies beginnt mit einem funktionstüchtigen Nachbau der Z3, einem Rechner, der in Relaistechnik arbeitete und frei programmierbar war. Weiter ist unter anderem die Rechenmaschine Z22 von 1958 zu sehen, die als erste mit Röhren- anstatt Relais-Schaltung arbeitete. Der ausgestellte, funktionsfähige Z23 arbeitet mit günstigeren Transistoren. Die Weiterentwicklung, der Z25, konnte von den Maßen bereits verkleinert werden. Technisches Gerät für die Textilindustrie, der Graphomat Z67, zeigt die vielfältigen Einsatzmöglichkeiten.

### Künstlerische Exponate
Die Exponate beginnen mit Kunstwerken aus der Kindheit und Jugend. Einige Arbeiten als Werbegrafiker für die Firma Ford sind zu sehen. In späteren Lebensjahren wandte er sich der Ölmalerei zu, mit realistischen und abstrakten Motiven.

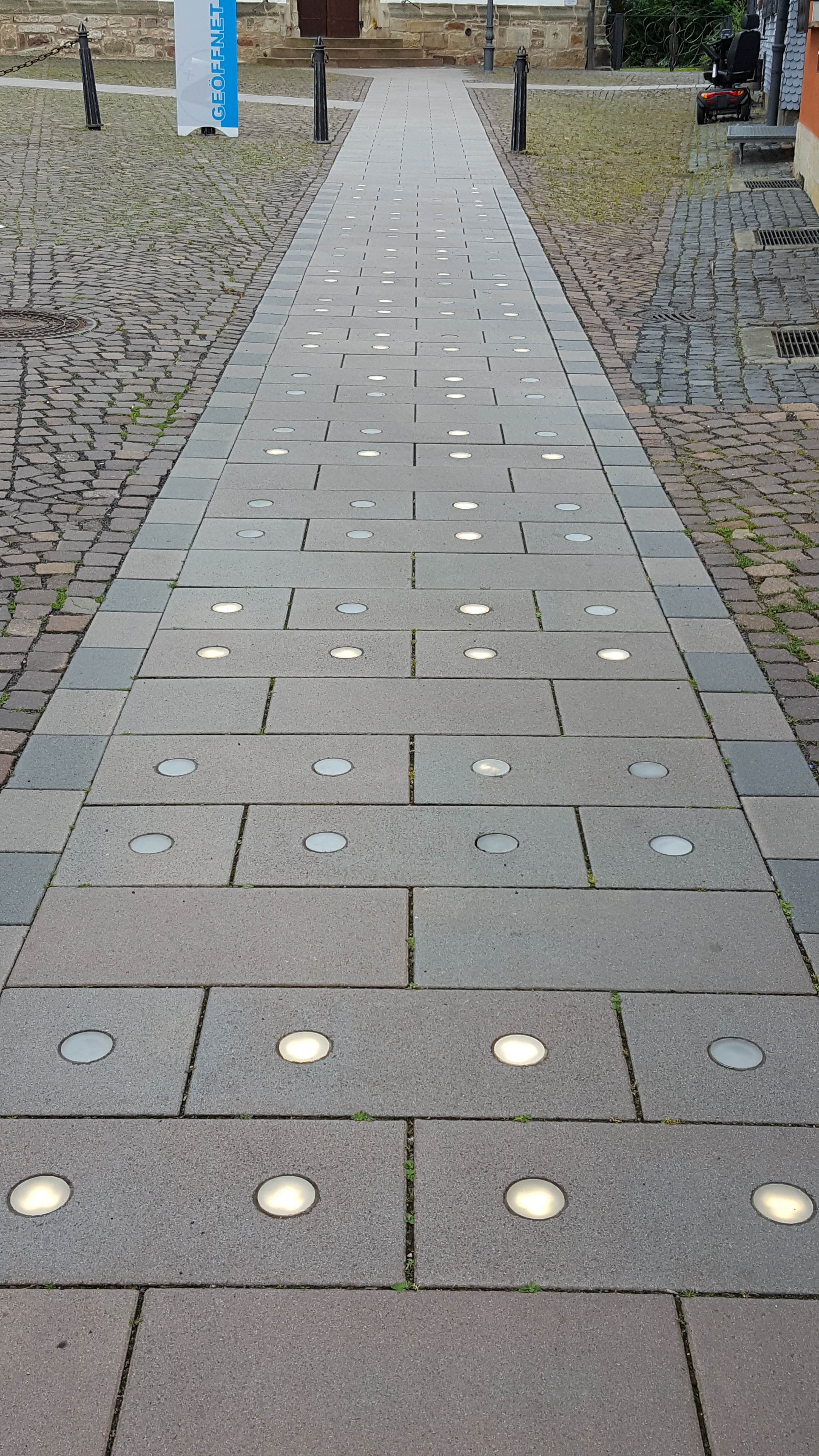
Illuminierter Lochstreifenweg vor dem Konrad-Zuse-Museum
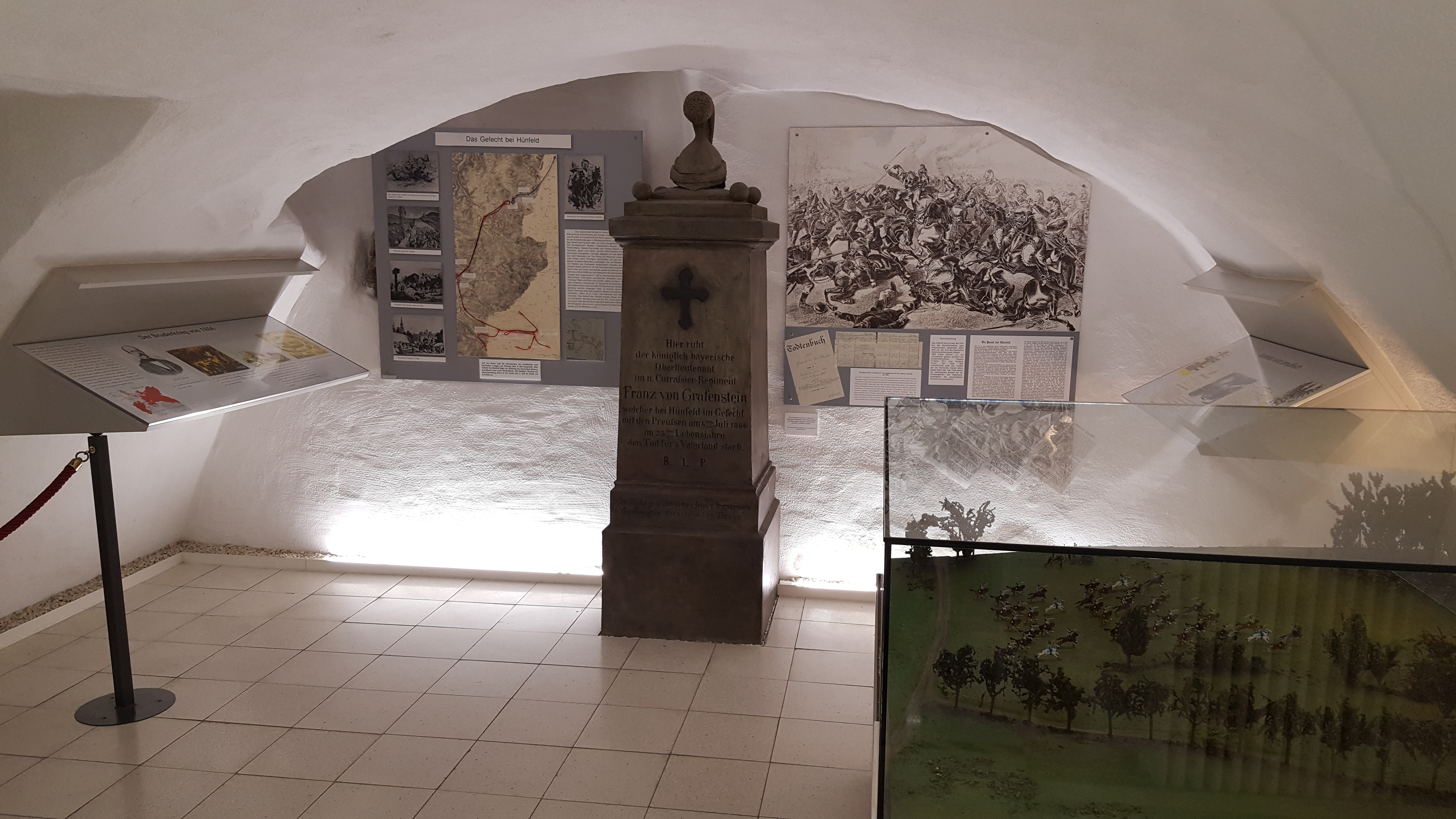
Ausstellungsraum der Schlacht von Quecksmoor
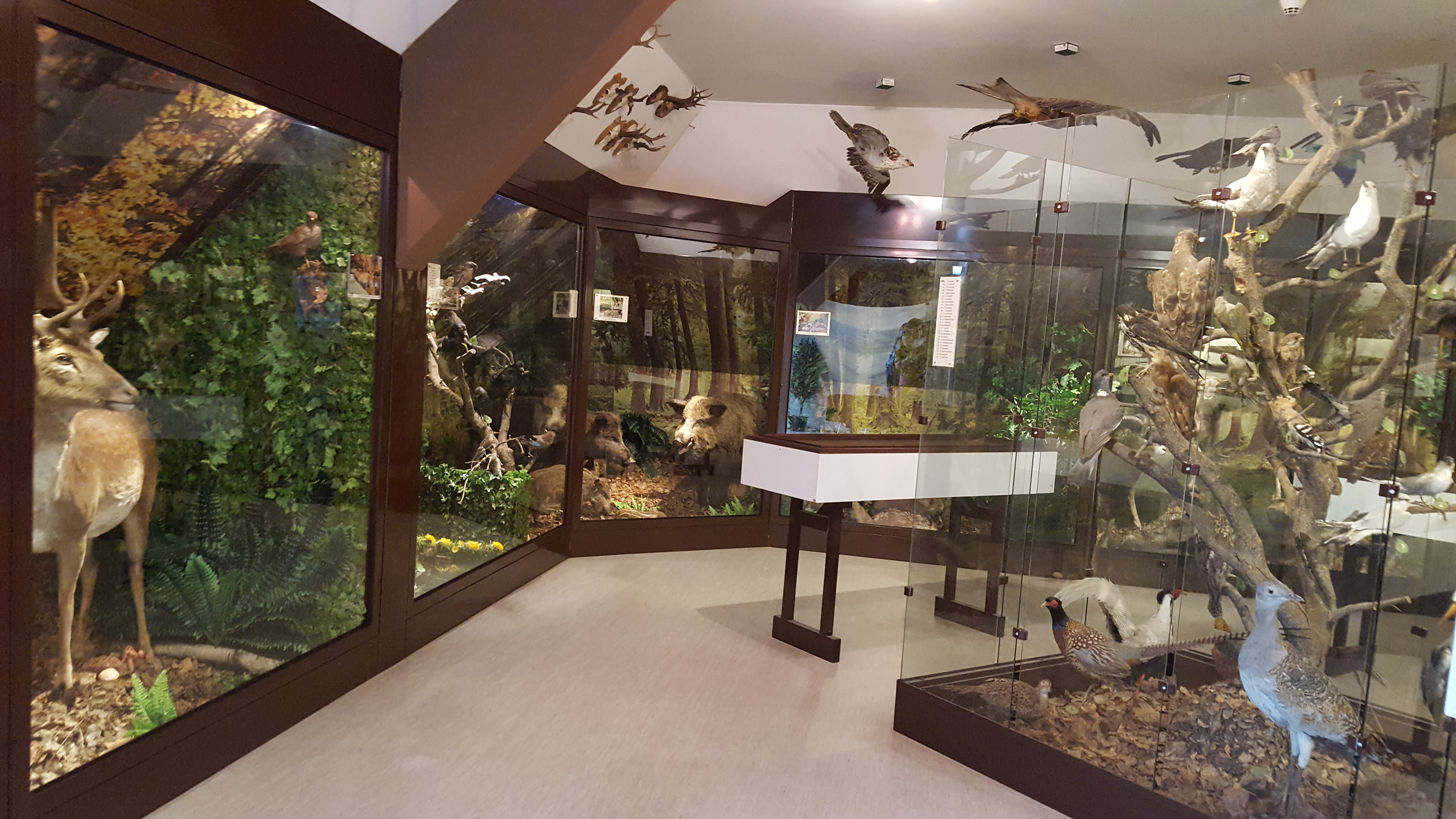
Ausstellungsraum zur heimischen Natur
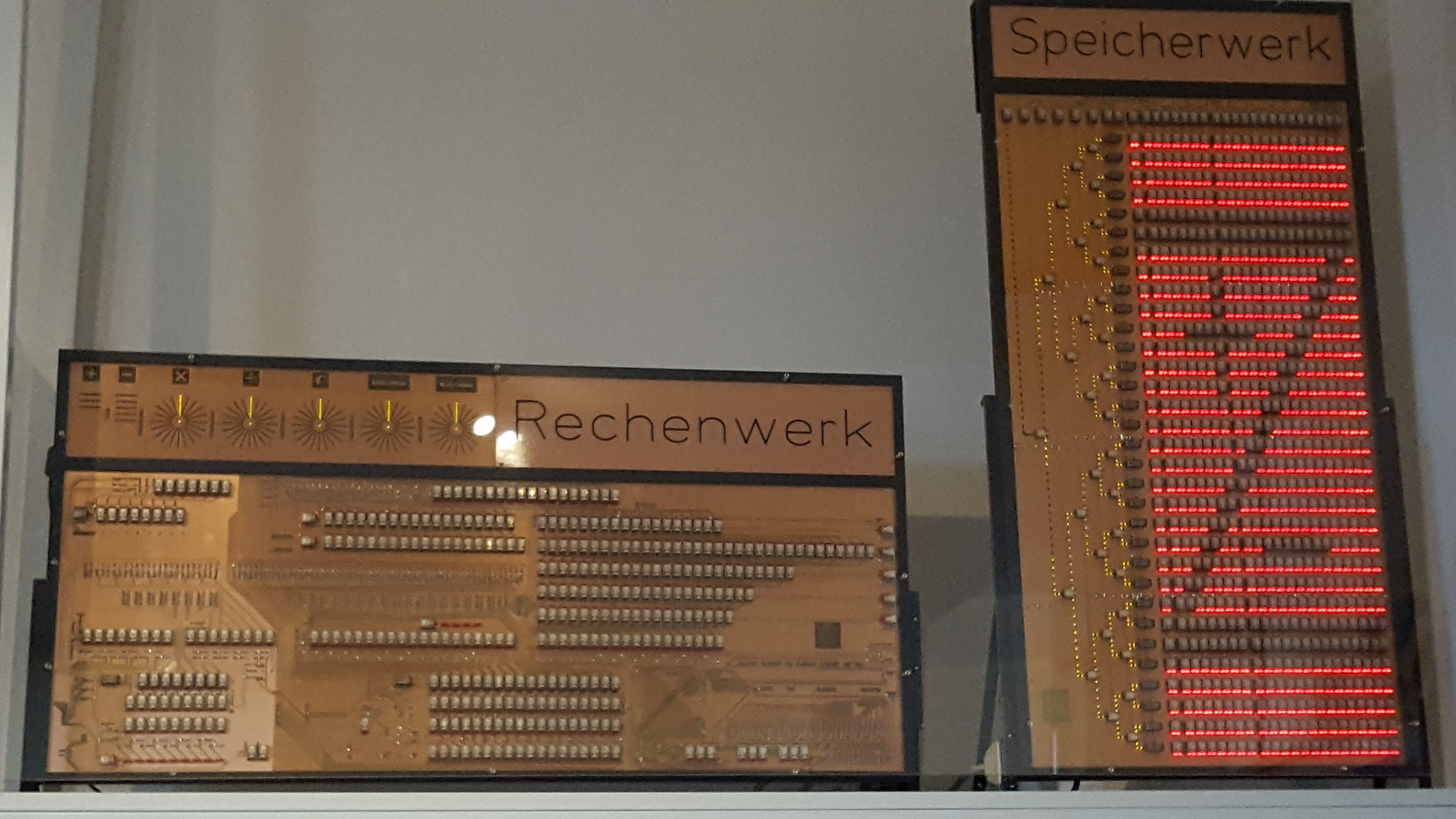
Nachbau des Z3